# Norio Omura
Norio Omura (en japonès: 小村徳男, Norio Omura) (Matsue, Prefectura de Shimane, Japó, 6 de setembre de 1969) és un exfutbolista i entrenador japonès.

## Selecció japonesa
Norio Omura va disputar 30 partits amb la selecció japonesa.